# Dan Bratt
Dan Christian Bratt, född 9 oktober 1956 i Stockholm, är en svensk skådespelare och röstregissör. Han är son till skådespelaren Christian Bratt.

## Biografi
Dan Bratt studerade vid Teaterhögskolan i Malmö 1976–1979. Han har medverkat i TV-serien Kommissionen, där han spelade Moderaternas fiktiva partiledare Birger Varelius som efter ett misstag under en debatt förlorar sin roll som de borgerligas statsministerkandidat. Bratt har också medverkat i Beck-filmen Beck – Den japanska shungamålningen, där han spelade konstagenten Jan Forsgren.
I Sound of Music, 2007 på Göta Lejon, spelade Bratt rollen som Amiral von Schreiber. Han gör Jimmys röst i Ed, Edd & Eddy.[källa behövs]
Bratt är sedan 2003 gift med Louise Hoffsten och har med henne en son född samma år.

## Filmografi (i urval)
- 1964 – Mary Poppins (röst som Georg Back)
- 1979 – Våning för 4
- 1991 – Tintin (TV-serie) (röst som professor Kalkyl)
- 1993 – Animaniacs (TV-serie) (röst som Wakko Warner)
- 1993 – Den magiska resan (röst som Christofer Columbus)
- 1994 – Asterix i Amerika (röst som Miraculix)
- 1996 – Wabuu
- 1996 – Den vita lejoninnan
- 1998 – Powerpuffpinglorna (TV-serie) (röst som Professor Utonium, Borgmästaren, Läbbe Slusko, Ace m. fl.)
- 2000 – Vi behöver ingen Yoko Ono
- 2000 – Inte bara mördare[5]
- 2000 – Under tiden
- 2000 – Labyrinten
- 2001 – Livvakterna
- 2003 – När man får främmad
- 2005 – Kommissionen (TV-serie)
- 2007 – Beck – Den japanska shungamålningen
- 2008 – Oskyldigt dömd (TV-serie), i avsnitt 9
- 2008 – Wall-E (röst som John)
- 2008 – Star Wars: The Clone Wars (röst som Obi-Wan Kenobi)
- 2010 – Våra vänners liv (TV-serie)
- 2012 – The Legend of Korra (TV-serie) (röst som Tenzin)

## Teater

### Roller (ej komplett)
| År   | Roll           | Produktion                                                              | Regi            | Teater            |
| ---- | -------------- | ----------------------------------------------------------------------- | --------------- | ----------------- |
| 1988 |                | Bröderna Lejonhjärta Astrid Lindgren                                    | Eva Sköld       | Malmö stadsteater |
| 1988 |                | Måsen (Чайка, Tjajka) Anton Tjechov                                     | Ronnie Hallgren | Malmö Stadsteater |
| 1990 |                | Don Juan eller Stengästen (Dom Juan ou Le Festin de pierre) Molière     | Eva Sköld       | Malmö stadsteater |
| 2000 | Tony Rinaldo   | Inte nu, älskling! (Not Now, Darling) Ray Cooney och John Chapman       | Anders Albien   | Halmstads Teater  |
| 2010 | Ensemble       | Sugar - I hetaste laget (Sugar) Jule Styne, Bob Merrill och Peter Stone | Bo Hermansson   | Oscarsteatern     |
| 2012 | Mr. Schumacher | Dirty Dancing Eleanor Bergstein                                         | Anders Albien   | Chinateatern      |

### Fotnoter
1. ↑  ”Dan Bratt”. Svensk Filmdatabas. http://sfi.se/sv/svensk-filmdatabas/Item/?type=PERSON&itemid=176479&ref=%2ftemplates%2fSwedishFilmSearchResult.aspx%3fid%3d1225%26epslanguage%3dsv%26searchword%3dDan+Bratt%26type%3dPerson%26match%3dBegin%26page%3d1%26prom%3dFalse. Läst 22 oktober 2012.
2. ↑  ”Beck - den japanska shungamålningen (2007)” (pdf). Svensk filmdatabas. Svenska filminstitutet. http://www.sfi.se/sv/svensk-filmdatabas/Item/?itemid=64138&type=MOVIE&iv=PdfGen. Läst 16 augusti 2016.
3. ↑  ”Sound of Music”. scendatabasen.se. http://www.scendatabasen.se/show_event2.aspx?ProductionId=11741. Läst 16 augusti 2016.
4. ↑  ”Louise Hoffsten fick ms efter skilsmässan”. Aftonbladet. 8 januari 2012. https://www.aftonbladet.se/nojesbladet/tv/a/G1jPaJ/fick-ms-efter-skilsmassan. Läst 23 juni 2022.
5. ↑  Petersson, Oscar; Eriksson, Jesper; Bratt, Dan (11 maj 2000). ”Inte bara mördare”. http://www.imdb.com/title/tt0235485/. Läst 17 april 2018.
6. ↑  Lars-Olof Franzén (27 november 1990). ”Listig kappvändare nav i 'Don Juan'”. Dagens Nyheter:  s. B4. https://arkivet.dn.se/tidning/1990-11-27/322/24. Läst 4 mars 2022.
7. ↑  Christer Nilsson (27 januari 2001). ”Äkta män får på pälsen”. Kristianstadsbladet. http://www.kristianstadsbladet.se/noje/akta-man-far-pa-palsen/. Läst 28 juni 2015.
8. ↑  ”Sugar - I hetaste laget”. Chinateatern. Arkiverad från originalet den 23 september 2015. https://web.archive.org/web/20150923202943/http://www.chinateatern.se/show/sugar-i-hetaste-laget/. Läst 3 september 2015.
9. ↑  ”Dirty Dancing”. Nöjeskontoret. Arkiverad från originalet den 13 september 2024. https://web.archive.org/web/20240913182145/https://www.nojeskontoret.se/show/dirty-dancing/. Läst 13 september 2024.